# Cantó de Montrejau deu Gèrs
Montrejau de Gèrs és un cantó del departament francès del Gers amb les següents comunes:
- Castèthnau d'Eusan
- Casanava
- Forcés
- Gondrin
- La Barrèra
- L'Agraulet deu Gèrs
- La Ròca sus l'Òssa
- L'Auret
- Montrejau deu Gèrs

## Història
| Data d'elecció                           | Identitat      | Partit           | Qualitat |
| ---------------------------------------- | -------------- | ---------------- | -------- |
| 1985-                                    | Gérard Bezerra | UDF, després UMP |          |
| les dades anteriors no són pas conegudes |                |                  |          |
|                                          |                |                  |          |

## Demografia
| 1962  | 1968  | 1975  | 1982  | 1990  | 1999  | 2006  |
| ----- | ----- | ----- | ----- | ----- | ----- | ----- |
| 5.938 | 6.358 | 5.536 | 5.126 | 4.901 | 4.741 | 4.927 |